# ویولتا کامورو
ویولتا باریوس د کامورو (اسپانیایی: Violetta Barrios de Chamorro‎) (زاده ۱۸ اکتبر ۱۹۲۹ – درگذشته ۱۴ ژوئن ۲۰۲۵) در ۱۸ اکتبر ۱۹۲۹ در جنوب ریواس به دنیا آمد. او چهل و هشتمین رئیس‌جمهور نیکاراگوئه بود و از ۲۵ آوریل ۱۹۹۰ تا ۱۰ ژانویه ۱۹۹۷ این مقام را حفظ کرد. او اولین رئیس‌جمهور زن این کشور بود. پیش از این، او از سال ۱۹۷۹ تا ۱۹۸۰ عضو شورای بازسازی ملی بود.
شوهر او، پدرو خواکین چامورو کاردنال، روزنامه‌نگار روزنامه خانوادگی‌شان، لا پرنسا، بود که بعدها آن را به ارث برد. در نتیجه موضع ضد دولتی‌اش، پدرو اغلب زندانی یا تبعید می‌شد و کامورو مجبور شد یک دهه را در خارج از کشور به دنبال او بگذراند یا در زندان به ملاقاتش برود. وقتی او در سال ۱۹۷۸ ترور شد، کامورو مدیریت روزنامه را عهده‌دار شد. قتل پدرو انقلاب نیکاراگوئه را تقویت کرد و تصویر او، که توسط بیوه‌اش به کار گرفته می‌شد، به نمادی قدرتمند برای نیروهای مخالف تبدیل شد.
در ابتدا، زمانی که جبهه آزادی‌بخش ملی ساندینیستا بر آناستاسیو سوموسا پیروز شدند، کامورو کاملاً از آنها حمایت کرد. او موافقت کرد که بخشی از دولت موقت تشکیل شده تحت حکومت بازسازی ملی باشد. با این حال، هنگامی که حکومت نظامی شروع به حرکت در جهت رادیکال‌تر شدن کرد و با اتحاد جماهیر شوروی توافق‌نامه‌هایی امضا نمود، کامورو در ۱۹ آوریل ۱۹۸۰ استعفا داد و به روزنامه بازگشت.
لا پرنسا تحت رهبری او، علیرغم تهدیدها و تعطیلی‌های اجباری دولت، به انتقاد از دولت و سیاست‌های آن ادامه داد. هنگامی که رئیس‌جمهور دانیل اورتگا اعلام کرد که انتخابات در سال ۱۹۹۰ برگزار خواهد شد، کامورو به عنوان نامزد گروه مخالف معروف به اتحادیه ملی مخالفان (UNO) انتخاب شد. این اتحاد ۱۴ حزبی از محافظه‌کاران و لیبرال‌ها گرفته تا کمونیست‌ها را شامل می‌شد و به دلیل اختلافات ایدئولوژیک، در تدوین هرگونه برنامه سیاسی به جز وعده پایان دادن به جنگ داخلی مشکل داشتند. علیرغم اینکه نظرسنجی‌ها حاکی از پیروزی اورتگا، رئیس‌جمهور وقت ساندینیستا بود، کامورو در ۲۵ فوریه ۱۹۹۰ در انتخابات پیروز شد. انتخاب او به پایان جنگ داخلی از طریق آشتی و خلع سلاح و بسیج عمومی نیروهای متعلق به جناح‌های مخالف کمک کرد. او اولین رئیس دولت زن منتخب در قاره آمریکا بود. او همچنین پس از نخست‌وزیر اوگنیا چارلز از دومینیکا، دومین زنی بود که به تنهایی به عنوان رئیس دولت در قاره آمریکا انتخاب شد.
کامورو در ۲۵ آوریل ۱۹۹۰ در مراسم تحلیف ریاست جمهوری سوگند یاد کرد. رهبری کامورو شش سال را با درگیری‌های اقتصادی یا ناآرامی‌های اجتماعی سپری کرد، اما او توانست با رقبا سازش کند، یک رژیم مشروطه را حفظ کند، روابط بانکی بین‌المللی را دوباره برقرار کند و به تورم شدیدی که چندین سال کشور را گرفتار کرده بود، پایان دهد.
کامورو پس از ترک سمت خود در ۱۰ ژانویه ۱۹۹۷، روی چندین طرح صلح بین‌المللی کار کرد تا اینکه بیماری او را مجبور به بازنشستگی از زندگی عمومی کرد.
ویولتا کامورو در ۱۴ ژوئن ۲۰۲۵، در سن ۹۵ سالگی در سن خوزه درگذشت.